# Leucania mediolacteata
Leucania mediolacteata is een vlinder uit de familie uilen (Noctuidae). De wetenschappelijke naam van deze soort is voor het eerst geldig gepubliceerd in 1941 door Berio.
De soort komt voor in tropisch Afrika.